# Christos Bourbos
Christos Bourbos (Grieks: Χρήστος Μπούρμπος) (Ioannina, 1 juni 1983) is een Grieks voetballer die bij voorkeur als verdediger speelt. Hij verruilde in juli 2014 OFI Kreta voor Panathinaikos FC. Bourbos kwam uit voor Griekenland U-19 en U21.
1 Lodygin ·
2 Vagiannidis ·
3 Max ·
4 Pérez ·
5 Schenkeveld ·
6 Zeca ·
7 Ioannidis  ·
8 Ounahi ·
9 Šporar ·
10 Tetê ·
11 Bakasetas ·
14 Palmer-Brown ·
15 Ingason ·
16 Čerin ·
17 Mancini ·
18 Limnios ·
20 Maksimović ·
21 Jedvaj ·
23 Magnússon ·
25 Mladenović ·
27 Kotsiras ·
28 Pellistri ·
29 Jeremejeff ·
31 Đuričić ·
37 Kleinheisler ·
44 Nikas ·
52 Vilhena ·
55 Arão ·
69 Drągowski ·
77 Verbič ·
81 Lilo ·
Coach: Alonso